# Standard American Lager
Standard american lager é um estilo de Pale Lager que é considerado o estilo de cerveja mais produzido e consumido no mundo. As Pale Lager tiveram sua origem na Europa em meados do século 19, e chegaram aos Estados Unidos e ao Brasil com os imigrantes alemães. Como uma tendência geral fora da Baviera e da República Checa, onde as cervejas tendem a ser fortemente lupuladas, as cervejas Pale Lager se desenvolveram como uma cerveja modestamente lupuladas, e por vezes utilizando adjuntos como arroz ou milho - para prover um corpo mais leve e diminuir os custos de produção. São cervejas com pouco aroma de malte,de lúpulo e da levedura, apresentam coloração que varia de palha a amarelo claro, transparente e com espuma branca.
O estilo se desenvolveu independentemente em diversos países do mundo sob influencia do sucesso do estilo Pilsen da República Checa, e atualmente é produzido no mundo inteiro. Geralmente os fabricantes caracterizam suas cervejas como Pilsen, apesar de diferenciarem deste estilo por não terem o mesmo perfil aromático e utilizarem adjuntos.

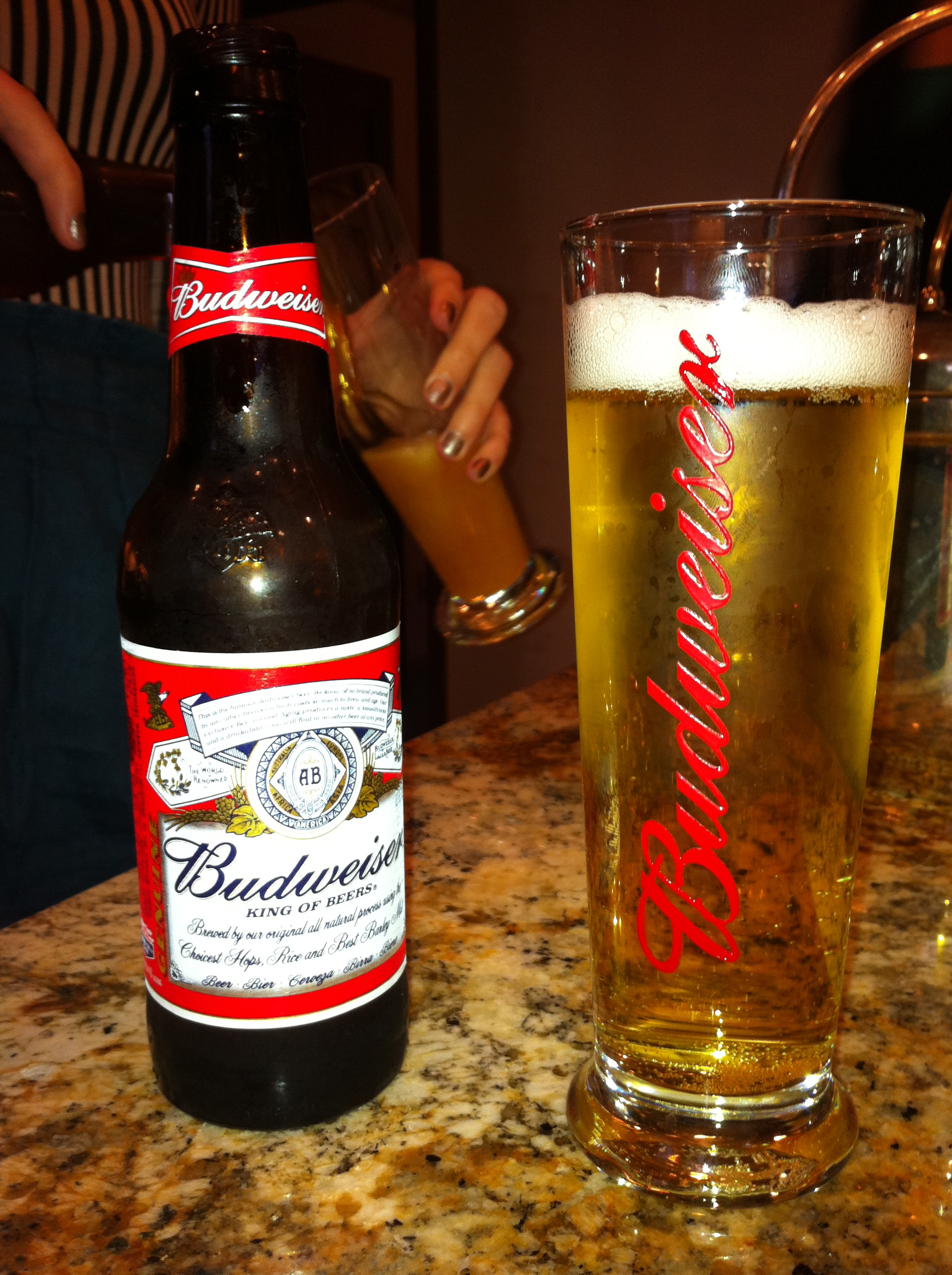
A Budweiser é um exemplo clássico de Standard American Lager